# تشيسولي
تشيسولي (بالإيطالية: Cessole)‏ هي بلدة وبلدية في مقاطعة أستي في إقليم بييمونتي في جنوب إيطاليا.

## السكان
في سنة 1861 بلغ عدد السكان 1٬225 نسمة، وتطور العدد ليصل في سنة 2011 لـ 420 نسمة.
يظهر هذا المخطط البياني تطور النمو السكاني لـ تشيسولي